# Powiatul Cracovia
Județul Cracovia (în poloneză Powiat krakowski) este o unitate teritorial-administrativă și administrație locală (powiat) în voievodatul Polonia Mică, sudul Poloniei.
Județul a fost înființat în data de 1 ianuarie 1999 ca rezultat al reformelor poloneze locale adoptate în anul 1998. Sediul administrativ al județului și cel mai mare oraș este Cracovia, cu toate că Cracovia nu face din punct de vedere administrativ din județ (este municipiu)  

În județ mai există cinci orașe:
- Skawina la 12 km spre sud-est de Cracovia
- Krzeszowice la 24 km spre vest de Cracovia
- Słomniki la 24 km spre nord-est de Cracovia
- Skała la 20 km spre nord de Cracovia
- Świątniki Górne la 15 km spre sud de Cracovia.

Județul are o suprafață de 1.229,62 kilometri pătrați. În anul 2006 populația totală era de 244.970 persoane, din care populația din Skawina era 23.691 persoane, în Krzeszowice 9.942, în Słomniki 4.331, în Skala 3.693, iar în Swiatniki Górne 2.101. Populația rurală este de 201.212 persoane.

## Județe învecinate
Județul Cracovia se învecinează:
- spre nord cu județul Miechów
- la est cu județul Proszowice și județul Bochnia
- la sud-est cu județul Wieliczka
- la vest cu județul Wadowice și județul Chrzanów
- la sud cu județul Myślenice
- la nord-vest cu județul Olkusz

## Diviziunile administrative
Județul este împărțit în 17 comune (gmina)  (cinci urban-rurale și 12 rurale). Acestea sunt prezentate în tabelul de mai jos, în ordinea descrescătoare a populației.
| Comuna                        | Tip          | Suprafața (km²) | Populația (2006) | Sediu           |
| Comuna Skawina                | urban-rurală | 100.2           | 41,445           | Skawina         |
| Comuna Krzeszowice            | urban-rurală | 139.4           | 31,418           | Krzeszowice     |
| Comuna Zabierzów              | rurală       | 99.6            | 22,387           | Zabierzów       |
| Comuna Zielonki               | rurală       | 48.4            | 15,740           | Zielonki        |
| Comuna Liszki                 | rurală       | 72.0            | 15,636           | Liszki          |
| Comuna Słomniki               | urban-rurală | 111.4           | 13,589           | Słomniki        |
| Comuna Kocmyrzów-Luborzyca    | rurală       | 82.5            | 13,199           | Luborzyca       |
| Comuna Czernichów             | rurală       | 83.8            | 12,851           | Czernichów      |
| Comuna Mogilany               | rurală       | 43.6            | 11,141           | Mogilany        |
| Comuna Jerzmanowice-Przeginia | rurală       | 68.4            | 10,432           | Jerzmanowice    |
| Comuna Skała                  | urban-rurală | 74.3            | 9,635            | Skała           |
| Comuna Wielka Wieś            | rurală       | 48.1            | 9,316            | Wielka Wieś     |
| Comuna Świątniki Górne        | urban-rurală | 20.2            | 8,619            | Świątniki Górne |
| Comuna Iwanowice              | rurală       | 70.6            | 8,292            | Iwanowice       |
| Comuna Michałowice            | rurală       | 51.3            | 7,729            | Michałowice     |
| Comuna Igołomia-Wawrzeńczyce  | rurală       | 62.6            | 7,661            | Wawrzeńczyce    |
| Comuna Sułoszowa              | rurală       | 53.4            | 5,880            | Sułoszowa       |